# Niszczyciele typu Hai Long
Niszczyciele typu Hai Long (chiń. 海龍; starsza transkrypcja spotykana w literaturze: Hai Lung) – seria czterech niszczycieli z początku XX wieku, zbudowanych w niemieckiej stoczni Schichau w Elblągu dla Chin. Zostały zdobyte w 1900 roku w Dagu przez mocarstwa europejskie i następnie służyły w marynarkach: rosyjskiej, brytyjskiej, niemieckiej i francuskiej; wszystkie początkowo pod nazwami: „Taku”.

## Historia
Po porażce w wojnie chińsko-japońskiej, jesienią 1896 roku Chiny zamówiły serię nowoczesnych niszczycieli w niemieckiej stoczni  stoczni Schichau w Elblągu (ówczesny Elbing). Cechą je wyróżniającą miała być bardzo wysoka prędkość, przez co zastosowano wysmukły kadłub o lekkiej konstrukcji i siłownię o dużej mocy, napędzającą dwie śruby. Stocznia ta nie budowała dotąd niszczycieli i nowe okręty wywodziły się konstrukcyjnie z torpedowców tej firmy, lecz były powiększone. Zachowano w nich wypukły pokład dziobowy tzw. typu skorupy żółwia, stosowany na torpedowcach, a także np. brytyjskich niszczycielach. Po zbudowaniu były najszybszymi okrętami na świecie – na próbach w 1898 roku z pełnym zapasem węgla (67 ton) osiągnęły prędkość 33,6 węzła, bijąc ówczesny rekord prędkości (należący poprzednio do francuskiego torpedowca „Forban” - 31,03 w). Prędkość obliczeniowa przy małym zapasie węgla 25 ton miała wynosić aż 35,2 węzła.
Cztery okręty otrzymały nazwy: „Hai Long” (海龍), „Hai Qing” (海青; nr budowy 608), „Hai Hua” (海華; nr budowy 611) i „Hai Niu”, przemianowany następnie na „Hai Xi” (海犀, nr budowy 610). W literaturze spotyka się starsze latynizacje nazw. W lipcu-sierpniu 1898 przekazano w Niemczech odbiorcy niszczyciele „Hai Long” i „Hai Qing”, następnie „Hai Niu” („Hai Xi”), a w 1899 roku „Hai Hua”.

## Opis
Okręty miały kadłub gładkopokładowy i dziobnicę taranową, z tym, że pokład dziobowy był wypukły, tworząc tzw. skorupę żółwia, sięgającą do małej sterówki na dziobie, w formie ściętego stożka. Na dachu sterówki był odkryty mostek. Okręty miały dwa pochyłe, dość grube kominy. Ich wykonany z ocynkowanej stali kadłub, połączony był nitami i mieścił dziewięć przedziałów oddzielonych grodziami wodoszczelnymi.
Układ napędowy składał się z dwóch pionowych 3-cylindrowych maszyn parowych potrójnego rozprężania, które napędzały dwie trójłopatowe śruby o średnicy 1,85 m. Parę zapewniały 4 wodnorurkowe kotły typu Thornycroft o ciśnieniu roboczym 12 at i ciśnieniu przy forsowaniu 16 at. Kotły i maszyny umieszczone były w osobnych przedziałach, w układzie liniowym (kotłownie, a za nimi maszynownie). Energię elektryczną zapewniał parowy generator prądu o mocy 4 kW i napięciu 67 V. 
Uzbrojenie artyleryjskie składało się z sześciu dział kalibru 47 mm Hotchkiss (niemieckiego modelu) o długości lufy 35 kalibrów (L/35), które rozmieszczone były symetrycznie po trzy na każdej z burt (za sterówką, po bokach drugiego komina i na rufie). Pod względem kalibru i rozmieszczenia było ono bardziej typowe dla dużych torpedowców, niż niszczycieli. Uzbrojenie torpedowe tworzyły dwa pojedyncze aparaty torpedowe dla torped Schwarzkopf kalibru 356 mm, umieszczone na pokładzie w osi symetrii, między kominami i za drugim kominem (w niektórych publikacjach podawane są mylnie kalibru 381 mm - 18 cali). Torpedy miały 3,95 m długości, a okręt zabierał ich cztery.

## Służba
7 kwietnia 1899 cała flotylla wypłynęła z Niemiec i płynąc przez Kanał Sueski dotarła do Chin 6 czerwca 1899. Ich służba tam była niedługa, gdyż 17 czerwca 1900 roku wszystkie cztery zostały zdobyte przez marynarzy brytyjskich pod dowództwem por. Rogera Keyesa przy fortach Dagu (Taku) podczas interwencji międzynarodowej w Chinach ogarniętych powstaniem bokserów. Chińskie załogi stawiały niewielki opór, zabity został m.in. dowódca „Hai Hua”.
Zdobyte okręty zostały rozdzielone pomiędzy cztery kraje, których okręty uczestniczyły w szturmie Dagu: Wielka Brytania otrzymała flagowy „Hai Long”, Rosja – „Hai Hua”, Niemcy – „Hai Qing” i Francja – „Hai Xi”. Wszystkim okrętom nadano w odpowiednich marynarkach imię „Taku” („Takou” w przypadku francuskiego). Jedynie rosyjski niszczyciel 27 stycznia 1901 przemianowano na „Lejtienant Burakow”, od nazwiska oficera kanonierki „Koriejec” zabitego podczas szturmu Dagu.
„Lejtienant Burakow” służył w rosyjskiej Eskadrze Pacyfiku w Port Artur (ob. Lüshunkou). Zdjęto z niego jednak obie wyrzutnie dla nietypowych we flocie rosyjskiej torped 356 mm. Dopiero niedługo przed wojną z Japonią zamontowano na nim jedną wyrzutnię torped 381 mm przeznaczoną pierwotnie dla budowanego niszczyciela „Statnyj”. W maju 1904 krótkolufowe i używające nietypowej amunicji działa 47 mm Hotchkissa zamieniono na typowe rosyjskie tego kalibru i systemu. Według niektórych informacji, na lewej burcie ustawiono działo 75 mm Canet. Okręt brał aktywny udział w obronie Port Artur podczas wojny rosyjsko-japońskiej w 1904 roku, w tym dwukrotnie przerywał japońską blokadę w rejsach łącznikowych. 24 lipca (11 lipca starego stylu) 1904 został storpedowany przez kuter parowy z pancernika „Mikasa” i osadzony na mieliźnie w zatoce Tahe.
Niemiecki SMS „Taku” był używany we Niemieckiej Eskadrze Wschodnioazjatyckiej w bazie Qingdao. Od 1902 roku jego uzbrojenie stanowiły 2 działa 50 mm L/40 i, według publikacji, dwie wyrzutnie torped 450 mm. 13 czerwca 1914 został skreślony z listy floty z uwagi na zużycie kotłów. Po wybuchu I wojny światowej, w obliczu japońsko-brytyjskiego oblężenia Qingdao, został 28 września 1914 samozatopiony w zatoce Jiaozhou.

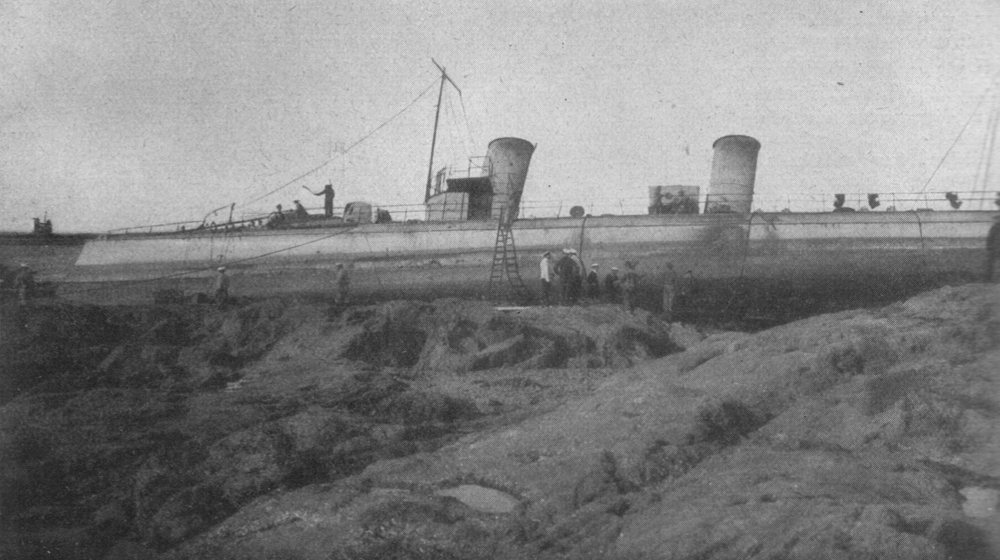
SMS „Taku” osadzony na skałach w 1913 roku

Francuski „Takou” służył także na Dalekim Wschodzie – w Sajgonie. Przezbrojono go w 4 cięższe działa 47 mm M1885 L/40, 2 lub 4 działa 37 mm i francuskie wyrzutnie torped 356 mm. 22 lutego 1911 roku wszedł na skały, po czym po ściągnięciu został 10 sierpnia sprzedany na złom.
Brytyjski HMS „Taku” służył w składzie sił China Station, lecz z uwagi na mało pozytywną ocenę jego własności przez marynarkę brytyjską, pozostawał w rezerwie lub służył jako tender (okręt pomocniczy) dla brytyjskiej bazy w Hongkongu HMS „Tamar”. W 1914 został skreślony z listy floty.